# Кејден Крос
Кејден Крос (енгл. Kayden Kross; Сакраменто, 15. септембар 1985), рођена као Кимберли Никол Реткемп (енгл. Kimberly Nicole Rathkamp), америчка је порнографска глумица и редитељка.

## Каријера
Кејден Крос је рођена и одрасла у Сакраменту, Калифорнија. Она је шведског порекла.
Када је завршила Универзитет у Сакраменту, потписује ексклузивни уговор са Вивид Видео студиом новембра 2006. Њен први филм за студио је био Kayden's First Time. Недуго затим када је њен уговор са Вивидом истекао, прелази у студио Adam & Eve. Часопис Пентхаус је прогласио „љубимицом“ (енгл. Penthouse Pet) за месец септембар 2008. године.
Дана 2. септембра 2008. покренула је свој званични сајт — ClubKayden.com. У октобру 2008, била је оптужена за крађу и кршење закона Калифорније у вези уговора око куповине куће.
Од 1. јануара 2010. потписује вишегодишњи уговор са угледном компанијом за снимање порно филмова Диџитал плејграунд. Први филм са компанијом, The Smiths, одмах се нашао на врху топ листа по продаји и популарности. Освојила је више признања од све три организације које додељују награде у области филмова за одрасле и сарађивала са познатим порно звездама попут Сани Леоне, Моник Александер, Кацуни, Стоја и друге. Пише колумне за часописе као што су Комплекс, XBIZ и за блог xcritic.com.
Године 2011, амерички кабловски канал CNBC је уврстио међу 12 најпопуларнијих порно звезда. Две године касније била је једна од 16 глумица која се појавила у документарном филму Деборе Андерсон Aroused (узбудити, побудити).
До 2014. године снимила је око 120 филмова за одрасле као глумица и један као редитељка. Има једну ћерку, коју је родила 23. јануара 2014. године.

## Награде
- 2007 Адулткон топ 20 глумица (Adultcon)[12]
- 2009 Хот д'Ор награда за најбољу америчку глумицу[13]
- 2010 Венус награда за најбољу глумицу[14]
- 2010 Erotixxx награда за најбољу америчку глумицу[15]
- 2010 Nightmoves награда за најбољу америчку глумицу (по избору фанова)[16]
- 2011 АВН награда - Најбоља сцена секса са девојкама – Body Heat[17]
- 2011 АВН награда - Најдивљија сцена секса (по избору фанова) – Body Heat[17]
- 2011 XBIZ награда за глумицу године – Body Heat[18]
- 2012 АВН награда за најврелије сцене (по избору фанова) – Babysitters 2[19]
- 2013 XBIZ награда за најбоље сцене секса са девојкама – Mothers & Daughters[20]
- 2014 XBIZ награда за најбоље сцене - Feature Movie - Code of Honor[21]

## Изабрана филмографија
| - Between The Sheets (2005) - Carnal Desires (2005) - Sex Trap (2005) - Desires (2006) - Just Like That (2006) - Sex On The Beach (2006) - Wicked MVP: Kirsten (2006) - Chicks Gone Wild 3 (2007) - Time After Time (2007) - Mouth (2007) - Bad Girls (2008) - Wedding Bell Blues (2008) | - 2040 (2009) - Dirty Minds (2009) - Spin the Bottle (2009) - Taxi: A Hardcore Parody (2010) - Trash Talk (2010) - Body Heat (2011) - Home Wrecker 2 (2012) - Nurses 2 (2012) - Private Collection 1 (2012) - Twisted Solos (2012) - World of Sexual Variations 4 (2012) - Code of Honor (2013) |

- извор.

## Галерија
- Кејден са колегиницама (прва здесна)